# Hisonotus leucophrys
Hisonotus leucophrys är en fiskart som beskrevs av Carvalho och Roberto Esser dos Reis 2009. Hisonotus leucophrys ingår i släktet Hisonotus och familjen Loricariidae. Inga underarter finns listade i Catalogue of Life.